# Tête d'éléphant
Tête d'éléphant est un village camerounais de la région de l'Est. Il dépend du département de Lom-et-Djérem, de la commune de Bétare-Oya et du canton de M'bitom.

## Population
D'après le recensement de 2005, Tête d'éléphant comptait 1 044 habitants. En 2011 il en comptait 780 dont 297 jeunes de moins de 16 ans et 153 enfants de moins de 5 ans.

## Infrastructures
En 2011, le plan de développement de Bétaré-Oya prévoyait la construction d'un des 12 magasins de stockage des produits agricoles à Tête d'éléphant, mais aussi la construction d'un marché rural, d'un centre de santé intégré. Il était aussi prévu de construire 2 forages et 3 puits d'eau, et d'électrifier le village. 